# Ida Sylvest
Ida Karoline Sylvest (født 13. juni 1990 i København) er en dansk håndboldspiller, der spiller for Silkeborg-Voel KFUM. Hun kom til klubben i 2015. Hun har tidligere optrådt for Lyngby HK, HK Halden og København Håndbold.